# 戸室石

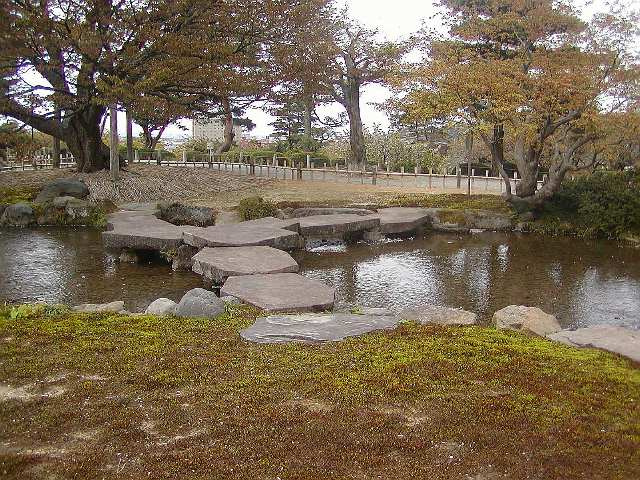
赤戸室石を使用した兼六園の雁行橋

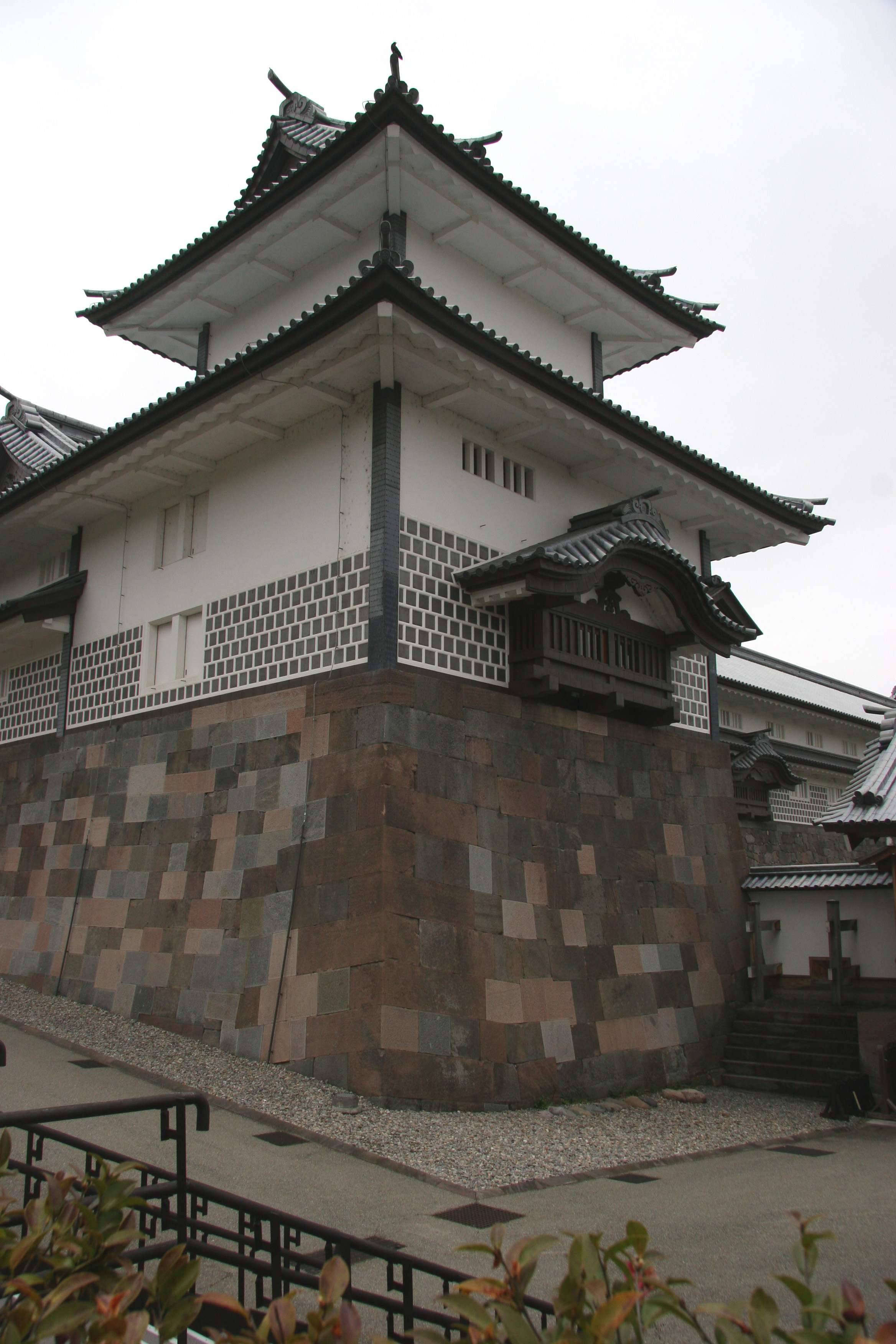
戸室石を使用した金沢城の橋爪門の石垣

戸室石（とむろいし）は石川県金沢市東部の医王山、戸室山やキゴ山で採れる石。医王石とも。

## 構成
斜方輝石を主とした安山岩。半深成岩の一種。石英、雲母等も含まれる。現在は休火山である医王山などの火山活動によって生成されたと考えられる。

## 性質
加工が容易である反面、脆い。このため兼六園の石橋は架け替えたり通行止めにしたりしている。また、高級石の一種として取引されている。

## 用途
その加工の容易性から、藩政時代より金沢城の石垣や兼六園の石橋、庭石、墓石、水道管などに使われている。近年ではトルマリン等と同様に、マイナスイオンの発生源として岩盤浴、ミネラルウォーターなどに利用される例がある。
石焼き芋用としても利用されている。

## 擬似戸室石
戸室石に見た目がよく似ていて丈夫な擬似戸室石がある。廣瀬幸雄によって発明された。